# Premi BAFTA 2009
La 62ª edizione dei British Academy Film Awards, conferiti dalla British Academy of Film and Television Arts alle migliori produzioni cinematografiche del 2008, ha avuto luogo l'8 febbraio 2009.

## Vincitori e candidati

### Miglior film
- The Millionaire (Slumdog Millionaire), regia di Danny Boyle (con Loveleen Tandan)
- Il curioso caso di Benjamin Button (The Curious Case of Benjamin Button), regia di David Fincher
- Frost/Nixon - Il duello (Frost/Nixon), regia di Ron Howard
- Milk, regia di Gus Van Sant
- The Reader - A voce alta (The Reader), regia di Stephen Daldry

### Miglior film britannico
- Man on Wire - Un uomo tra le Torri (Man on Wire), regia di James Marsh
- Hunger, regia di Steve McQueen
- In Bruges - La coscienza dell'assassino (In Bruges), regia di Martin McDonagh
- Mamma Mia! (Mamma Mia! The Movie), regia di Phyllida Lloyd
- The Millionaire (Slumdog Millionaire)

### Miglior film non in lingua inglese
- Ti amerò sempre (Il y a longtemps que je t'aime), regia di Philippe Claudel • Francia
- La banda Baader Meinhof (Der Baader Meinhof Komplex), regia di Uli Edel • Germania
- Gomorra, regia di Matteo Garrone • Italia
- Persepolis, regia di Marjane Satrapi e Vincent Paronnaud • Francia
- Valzer con Bashir (Vals im Bashir), regia di Ari Folman • Israele

### Miglior film d'animazione
- WALL•E, regia di Andrew Stanton
- Persepolis
- Valzer con Bashir (Vals im Bashir)

### Miglior regista
- Danny Boyle – The Millionaire (Slumdog Millionaire)
- Clint Eastwood – Changeling
- David Fincher – Il curioso caso di Benjamin Button (The Curious Case of Benjamin Button)
- Ron Howard – Frost/Nixon - Il duello (Frost/Nixon)
- Stephen Daldry – The Reader - A voce alta (The Reader)

### Miglior attore protagonista
- Mickey Rourke – The Wrestler
- Frank Langella – Frost/Nixon - Il duello (Frost/Nixon)
- Dev Patel – The Millionaire (Slumdog Millionaire)
- Sean Penn – Milk
- Brad Pitt – Il curioso caso di Benjamin Button (The Curious Case of Benjamin Button)

### Migliore attrice protagonista
- Kate Winslet – The Reader - A voce alta (The Reader)
- Angelina Jolie – Changeling
- Kristin Scott Thomas – Ti amerò sempre (Il y a longtemps que je t'aime)
- Meryl Streep – Il dubbio (Doubt)
- Kate Winslet – Revolutionary Road

### Miglior attore non protagonista
- Heath Ledger – Il cavaliere oscuro (The Dark Knight)
- Robert Downey Jr. – Tropic Thunder
- Brendan Gleeson – In Bruges - La coscienza dell'assassino (In Bruges)
- Philip Seymour Hoffman – Il dubbio (Doubt)
- Brad Pitt – Burn After Reading - A prova di spia (Burn After Reading)

### Migliore attrice non protagonista
- Penélope Cruz – Vicky Cristina Barcelona
- Amy Adams – Il dubbio (Doubt)
- Freida Pinto – The Millionaire (Slumdog Millionaire)
- Tilda Swinton – Burn After Reading - A prova di spia (Burn After Reading)
- Marisa Tomei – The Wrestler

### Migliore sceneggiatura originale
- Martin McDonagh – In Bruges - La coscienza dell'assassino (In Bruges)
- Dustin Lance Black – Milk
- Joel Coen, Ethan Coen – Burn After Reading - A prova di spia (Burn After Reading)
- Philippe Claudel – Ti amerò sempre (Il y a longtemps que je t'aime)
- J. Michael Straczynski – Changeling

### Migliore sceneggiatura non originale
- Simon Beaufoy – The Millionaire (Slumdog Millionaire)
- David Hare – The Reader - A voce alta (The Reader)
- Justin Haythe – Revolutionary Road
- Peter Morgan – Frost/Nixon - Il duello (Frost/Nixon)
- Eric Roth – Il curioso caso di Benjamin Button (The Curious Case of Benjamin Button)

### Migliore fotografia
- Anthony Dod Mantle - The Millionaire (Slumdog Millionaire)
- Chris Menges, Roger Deakins - The Reader - A voce alta (The Reader)
- Claudio Miranda - Il curioso caso di Benjamin Button (The Curious Case of Benjamin Button)
- Wally Pfister - Il cavaliere oscuro (The Dark Knight)
- Tom Stern - Changeling

### Migliore scenografia
- Donald Graham Burt, Victor J. Zolfo – Il curioso caso di Benjamin Button (The Curious Case of Benjamin Button)
- Nathan Crowley, Peter Lando – Il cavaliere oscuro (The Dark Knight)
- Michelle Day, Mark Digby – The Millionaire (Slumdog Millionaire)
- Gary Fettis, James J. Murakami – Changeling
- Debra Schutt, Kristi Zea – Revolutionary Road

### Migliori musiche
- A.R. Rahman – The Millionaire (Slumdog Millionaire)
- Benny Andersson, Björn Ulvaeus – Mamma Mia! (Mamma Mia! The Movie)
- Alexandre Desplat – Il curioso caso di Benjamin Button (The Curious Case of Benjamin Button)
- Thomas Newman – WALL•E
- James Newton Howard, Hans Zimmer – Il cavaliere oscuro (The Dark Knight)

### Miglior montaggio
- Chris Dickens – The Millionaire (Slumdog Millionaire)
- Kirk Baxter, Angus Wall – Il curioso caso di Benjamin Button (The Curious Case of Benjamin Button)
- Joel Cox, Gary Roach – Changeling
- Jon Gregory – In Bruges - La coscienza dell'assassino (In Bruges)
- Daniel P. Hanley – Frost/Nixon - Il duello (Frost/Nixon)
- Lee Smith – Il cavaliere oscuro (The Dark Knight)

### Migliori costumi
- Michael O'Connor – La duchessa (The Duchess)
- Lindy Hemming – Il cavaliere oscuro (The Dark Knight)
- Deborah Hopper – Changeling
- Jacqueline West – Il curioso caso di Benjamin Button (The Curious Case of Benjamin Button)
- Albert Wolsky – Revolutionary Road

### Miglior trucco e acconciature
- Il curioso caso di Benjamin Button (The Curious Case of Benjamin Button) – Jean Black, Colleen Callaghan
- Il cavaliere oscuro (The Dark Knight) – Peter Robb-King
- La duchessa (The Duchess) – Daniel Phillips, Jan Archibald
- Frost/Nixon - Il duello (Frost/Nixon) – Edouard F. Henriques, Kim Santantonio
- Milk – Steven E. Anderson, Michael White

### Miglior sonoro
- The Millionaire (Slumdog Millionaire) – Glenn Freemantle, Resul Pookutty, Richard Pryke, Tom Sayers, Ian Tapp
- Il cavaliere oscuro (The Dark Knight) – Lora Hirschberg, Richard King, Ed Novick, Gary Rizzo
- Changeling – Walt Martin, Alan Robert Murray, John T. Reitz, Gregg Rudloff
- Quantum of Solace – James Boyle, Eddy Joseph, Chris Munro, Mike Prestwood Smith, Mark Taylor
- WALL•E – Ben Burtt, Tom Myers, Michael Semanick, Matthew Wood

### Migliori effetti speciali
- Il curioso caso di Benjamin Button (The Curious Case of Benjamin Button) – Eric Barba, Craig Barron, – Nathan McGuinness, Edson Williams
- Il cavaliere oscuro (The Dark Knight) – Chris Corbould, Nick Davis, Paul J. Franklin, Tim Webber
- Indiana Jones e il regno del teschio di cristallo (Indiana Jones and the Kingdom of the Crystal Skull) – Pablo Helman, Marshall Richard Krasser, Steve Rawlins
- Iron Man – Hal T. Hickel, Shane Mahan, John Nelson, Ben Snow
- Quantum of Solace – Chris Corbould, Kevin Tod Haug

### Miglior cortometraggio
- September, regia di Esther Campbell
- Kingsland #1: The Dreamer, regia di Tony Grisoni
- Love You More, regia di Sam Taylor-Johnson
- Ralph, regia di Alex Winckler
- Voyage d'affaires, regia di Sean Ellis

### Miglior cortometraggio d'animazione
- Wallace & Gromit - Questione di pane o di morte, regia di Nick Park
- Codswallop, regia di Greg McLeod, Myles McLeod
- Varmints, regia di Marc Craste

### Miglior esordio britannico da regista, sceneggiatore o produttore
- Steve McQueen (regista/sceneggiatore) - Hunger
- Roy Boulter e Solon Papadopoulos (produttori) - Of Time and the City
- Simon Chinn (produttore) - Man on Wire - Un uomo tra le Torri (Man on Wire)
- Judy Craymer (produttore) - Mamma Mia! (Mamma Mia! The Movie)
- Garth Jennings (sceneggiatore) - Son of Rambow - Il figlio di Rambo (Son of Rambow)

### Orange Rising Star Award per la miglior stella emergente
- Noel Clarke
- Michael Cera
- Michael Fassbender
- Rebecca Hall
- Toby Kebbell